# Eerste klasse 1973-74 (basketbal België)
Het seizoen 1973-1974 was de 27e editie van de hoogste basketbalcompetitie.
Het speelschema over 32 wedstrijden bleef van kracht, eerst liep de reguliere competitie over 22 speeldagen waarna de bovenste 6 met behoud van punten voor de titel speelden, de laatste zes voor de degradatie. Vanaf dit seizoen werden het gelijkspel afgeschaft, bij gelijke stand werden er verlengingen gespeeld.
Racing Maes Pils Mechelen behaalde  behaalde zijn vijfde landstitel.
BC Sunair Oostende en Racing White Molenbeek waren de nieuwkomers. 

## Naamswijzigingen
- Racing Ford werd Eural Antwerpse
- Royal Anderlecht werd Royal Molenbeek

## Eindstand
- Voorronde

|  |    |                           | P  | W  | V  | G | Ptn |
|  | -- | ------------------------- | -- | -- | -- | - | --- |
|  | 1  | RC Maes Pils Mechelen     | 22 | 16 | 6  | 0 | 32  |
|  | 2  | Standard Boule D'Or Liège | 22 | 16 | 6  | 0 | 32  |
|  | 3  | Royal Molenbeek           | 22 | 16 | 6  | 0 | 32  |
|  | 4  | Eural antwerpse           | 22 | 15 | 7  | 0 | 30  |
|  | 5  | Toptours Vilvoorde        | 22 | 13 | 9  | 0 | 26  |
|  | 6  | Bus Fruit Lier            | 22 | 13 | 9  | 0 | 26  |
|  | 7  | Carad Brugge              | 22 | 12 | 10 | 0 | 24  |
|  | 8  | Sunair Oostende           | 22 | 10 | 12 | 0 | 20  |
|  | 9  | Sunshine Aalst            | 22 | 8  | 14 | 0 | 16  |
|  | 10 | Beaulieu Ieper            | 22 | 7  | 15 | 0 | 14  |
|  | 11 | Elite BBC Gent            | 22 | 4  | 18 | 0 | 8   |
|  | 12 | RC White Molenbeek        | 22 | 2  | 20 | 0 | 4   |

- Eerste afdeling A

|  |   |                           | P  | W  | V  | G | Ptn |
|  | - | ------------------------- | -- | -- | -- | - | --- |
|  | 1 | RC Maes Pils Mechelen     | 32 | 23 | 9  | 0 | 46  |
|  | 2 | Eural Antwerpse           | 32 | 22 | 10 | 0 | 44  |
|  | 3 | Royal Molenbeek           | 32 | 22 | 10 | 0 | 44  |
|  | 4 | Standard Boule D'Or Liège | 32 | 19 | 13 | 0 | 38  |
|  | 5 | Bus Fruit Lier            | 32 | 17 | 15 | 0 | 34  |
|  | 6 | Toptours Vilvoorde        | 32 | 16 | 16 | 0 | 32  |

- Eerste afdeling B

|  |   |                    | P  | W  | V  | G | Ptn |
|  | - | ------------------ | -- | -- | -- | - | --- |
|  | 1 | Carad Brugge       | 32 | 17 | 15 | 0 | 34  |
|  | 2 | Sunair BC Oostende | 32 | 17 | 15 | 0 | 34  |
|  | 3 | Beaulieu Ieper     | 32 | 13 | 19 | 0 | 26  |
|  | 4 | Sunshine Aalst     | 32 | 13 | 19 | 0 | 26  |
|  | 5 | Elite BBC Gent     | 32 | 9  | 23 | 0 | 18  |
|  | 6 | RC White Molenbeek | 32 | 4  | 28 | 0 | 8   |

1928 · 1929 · 1930 · 1931 · 1932 · 1933 · 1934 · 1935 · 1936 · 1937 · 1938 · 1939 · 1940 · 1941 · 1942 · 1943 · 1944 · 1945 · 1946 · 1947 · 1948 · 1949 · 1950 · 1951 · 1952 · 1953 · 1954 · 1955 · 1956 · 1957 · 1958 · 1959 · 1960 · 1961 · 1962 · 1963 · 1964 · 1965 · 1966 · 1967 · 1968 · 1969 · 1970 · 1971 · 1972 · 1973 · 1974 · 1975 · 1976 · 1977 · 1978 · 1979 · 1980 · 1981 · 1982 · 1983 · 1984 · 1985 · 1986 · 1987 · 1988 · 1989 · 1990 · 1991 · 1992 · 1993 · 1994 · 1995 · 1996 · 1997 · 1998 · 1999 · 2000 · 2001 · 2002 · 2003 · 2004 · 2005 · 2006 · 2007 · 2008 · 2009 · 2010 · 2011 · 2012 · 2013 · 2014 · 2015 · 2016 · 2017 · 2018 · 2019 · 2020 · 2021